# Katarina Bulatović
Katarina Bulatović (serbiska: Катарина Булатовић), född 15 november 1984 i Kragujevac i dåvarande SFR Jugoslavien, är en tidigare montenegrinsk handbollsspelare. Hon är vänsterhänt och spelade i anfall som högernia.

## Klubblagskarriär
Bulatović spelade från 2002 till 2003 för ŽRK Knjaz Miloš och sedan tre säsonger för RK Lasta Belgrad, med vilken hon deltog i EHF-cupen. Sommaren 2006 skrev hon på för  Slagelse DT.  Med Slagelse vann hon danska mästerskapet 2007 och EHF Champions League 2006–2007. Under säsongen 2007–2008 flyttade hon till den montenegrinska klubben ŽRK Budućnost.  Med Budućnost vann hon cupvinnarcupen i handboll 2010 och EHF Champions League 2012, samt mästerskapet och cupen i Montenegro 2009, 2010, 2011 och 2012.  
Sommaren 2012 gick hon med i den rumänska klubben CS Oltchim Râmnicu Vâlcea. Med Oltchim vann hon det rumänska mästerskapet 2013. Bulatović spelade sedan för den ungerska klubben Győri ETO KC säsongen 2013–2014, med vilken hon vann mästerskapet, den ungerska cupen och EHF Champions League 2014.   
Sommaren 2014 återvände hon till ŽRK Budućnost. 2015 vann hon åter EHF Champions League för fjärde gången. Hon vann också mästerskapet och montenegrinska cupen 2015, 2016 och 2017. Säsongen 2017–2018 hade Bulatović kontrakt med den ryskaklubben GK Rostov-Don, som hon vann det ryska mästerskapet med. Hon återvände sedan till ŽRK Budućnost.  Med Budućnost vann hon mästerskapet och montenegrinska cupen 2019. Sommaren 2019 flyttade hon igen till Győri ETO KC. Hon avslutade sin spelarkarriär efter säsongen 2019–2020.

## Landslagskarriär
Bulatović spelade för Montenegros damlandslag i handboll. Sommaren 2012 representerade Bulatović Montenegro vid sommar-OS i London, där hon tog OS-silver i samband med OS 2012 i London. Hon valdes in i  turneringens All-Star-team och vann skytteligan i OS med 53 mål. I kvartsfinalen förvaltade hon en straff till en 23-22 seger över Frankrike. I december 2012 vann hon också EM-titeln med Montenegro. Vid denna turnering valdes hon återigen in i All-Star-Team och vann skytteligan med 56 mål. Hon deltog även vid olympiska sommarspelen 2016 i Rio de Janeiro.

## Privatliv
Efter spelarkarriären blev hon sportchef  i Montenegros olympiska kommitté. Hon är mor till en son. 